# Роберт Гібб
Роберт Гібб (англ. Robert Gibb; 28 жовтня 1845, Единбург — 11 лютого 1932, Единбург) — британський шотландський художник, який був дійсним членом Королівської шотландської академії з 1881, головним зберігачем Національної галереї Шотландії в 1895—1907 до смерті. Відомий своїми історичними та особливо батальними полотнами; також він багато працював як портретист.

## Життєпис
Народився в Единбурзі в будинку за адресою Грінсайд-стріт, 28, у сім'ї будівельника Олександра Гібба. Коли Роберт був підлітком, його сім'я переїхала на південь міста.
Вивчав мистецтво на вечірніх заняттях в Единбурзі, а потім у школі при Королівській Шотландській академії. Він уперше виставив свою картину в 1867; надалі він виставив там щонайменше 140 картин. До кінця наступного десятиліття він вже був досить відомим художником-баталістом, але по-справжньому гучний успіх прийшов до нього в 1881 після створення картини «Тонка червона лінія», присвяченої епізоду балаклавської битви під час Кримської війни. Саме після цього його обрано повноправним членом Шотландської академії.
Часто зображував на своїх батальних картинах не просто британські, а саме шотландські війська. Він продовжував займатися батальним живописом під час Першої світової війни і пізніше, аж до кінця 1920-х.
Оскільки був дуже відомим портретистом, йому охоче позували представники аристократії та знаменитості, зокрема дослідник Африки Генрі Мортон Стенлі.
Коли у 1932 митець помер у рідному Единбурзі, його поховали на цвинтарі Воррістоун за регламентом для воєначальників, за участю почесної варти. Так Великобританія проводила в останній шлях одного з найвідоміших своїх баталістів.
Після смерті, у зв'язку зі «зміною ціннісної парадигми» у сьогоднішній Британії, Роберт Гіб був практично забутий.
Художник був одружений з Маргарет Шеннан, яку пережив. На момент смерті у відсутності сім'ї.

## Праці
- Head of Glen-Lester, Arran (1867)
- Visit of William, Lord Russell's Family before his Execution (1872)
- Death of Marmion (1873)
- Columbia in sight of Iona (1874)
- Elaine (1875)
- Margaret of Anjou and the Outlaw (1875)
- Death of St Columba (1876)
- Bridge of Sighs (1877)
- Comrades (1878)
- Retreat from Moscow (1879)
- The Thin Red Line, (1881)
- Last Voyage of the Viking, (1883)
- The Sea King (1883)
- Schoolmates (1884)
- Letters from Home (1885)
- Alma: Advance of the 42nd Highlanders (1889)
- Saving the Colours; the Guards at Inkerman (1895)
- Comrades (1878)
- Comrades (1896)
- Hougomont-1815 (1903)
- Dargai, October 20, 1897 (1909)
- The Red Cross (1913)
- Communion at the Front (1917)
- Backs to the Wall, 1918 (1929)

## Галерея

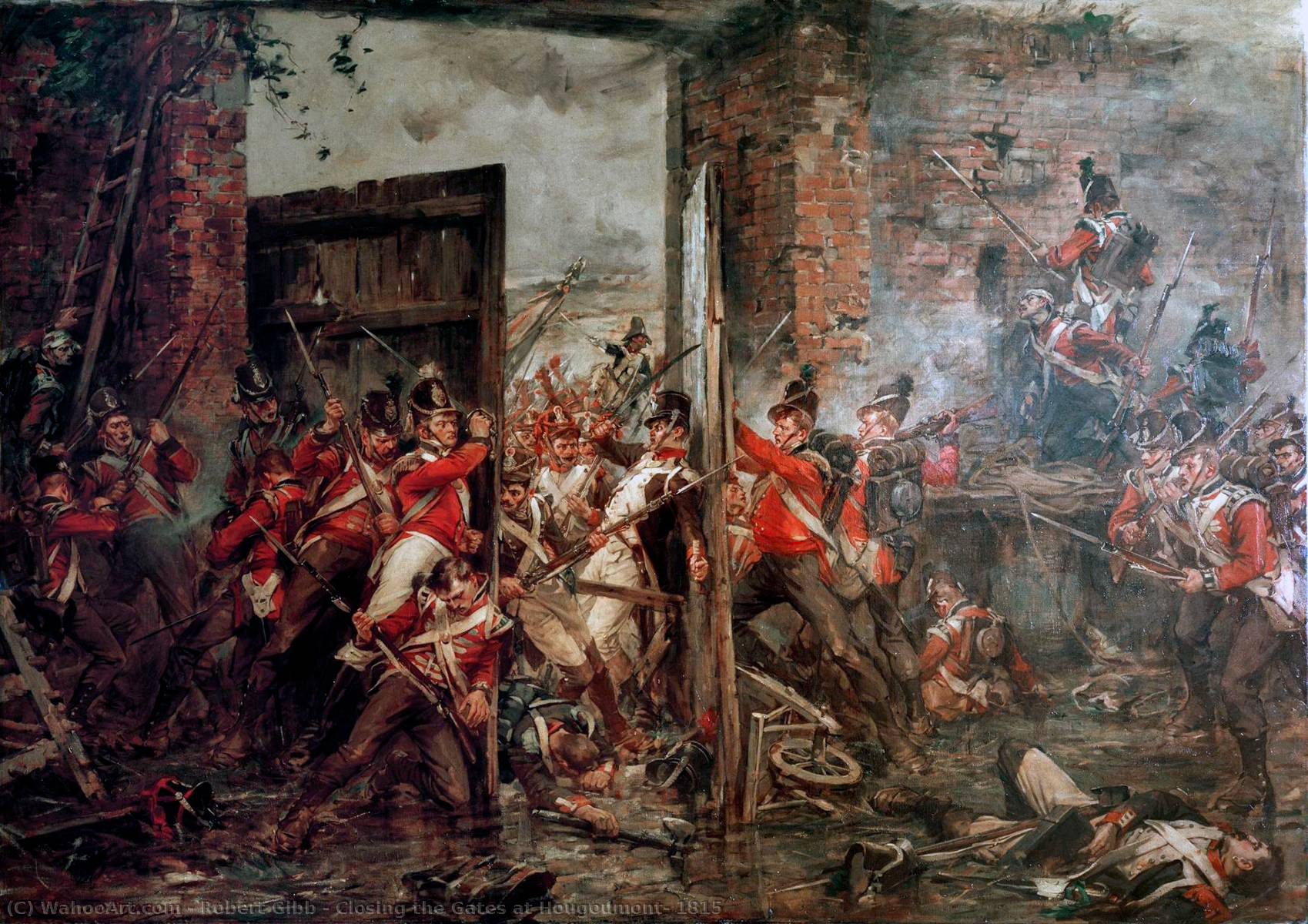
Закриття колдстрімськими гвардійцями воріт ферми Угумон під час битви при Ватерлоо. Епізод Наполеонівських воєн
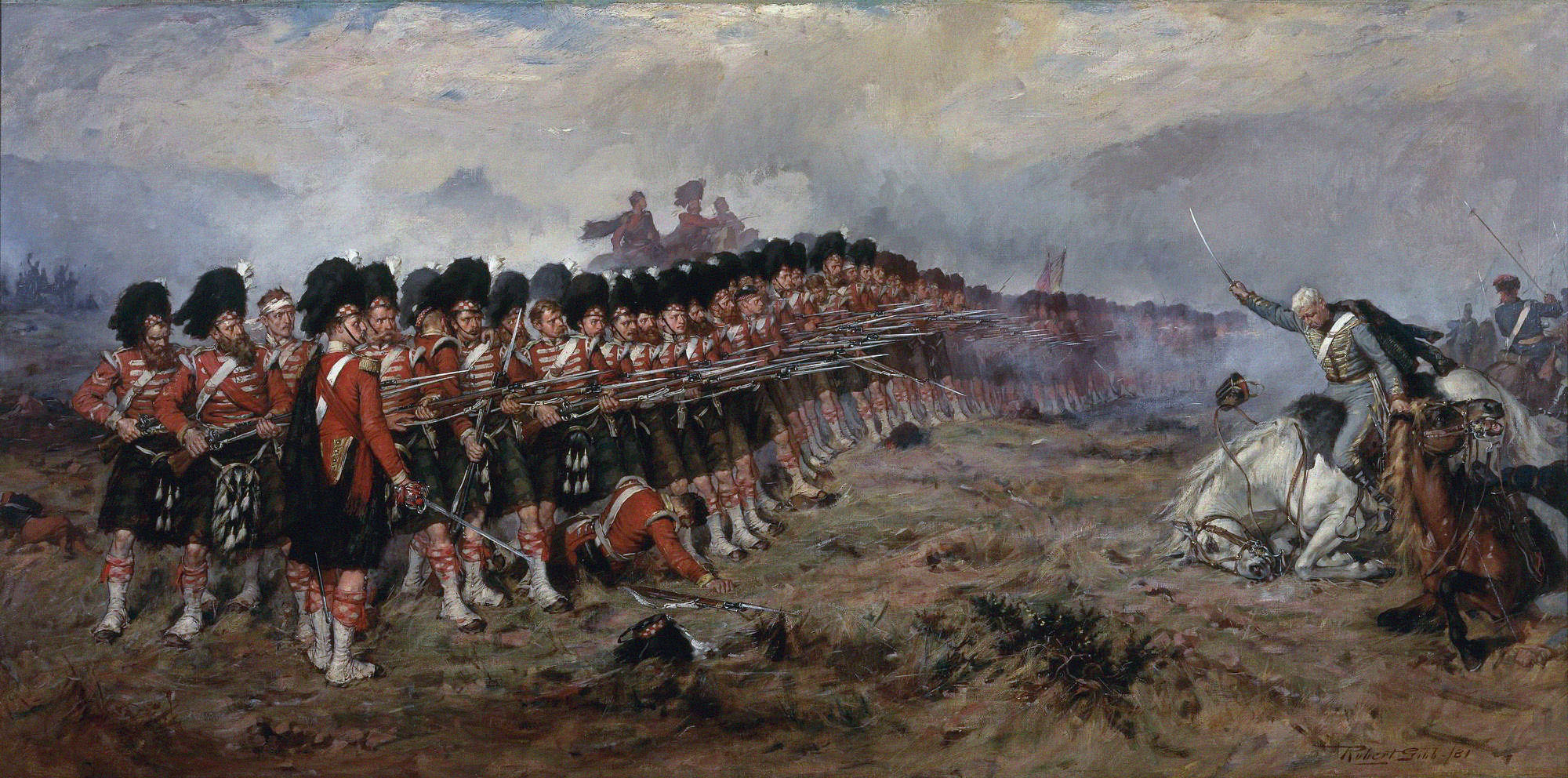
Тонка червона лінія в балаклавській битві. Епізод Кримської війни (1881)
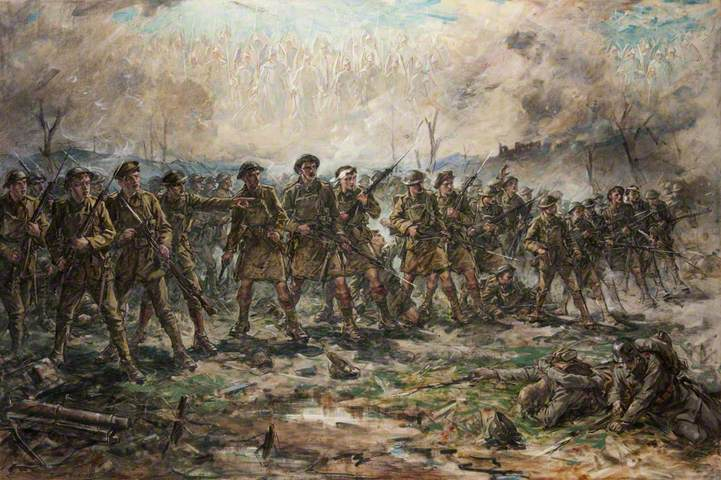
Спиною до стіни. Епізод Першої світової війни